# Hypsiboas hutchinsi
Hypsiboas hutchinsi là một loài ếch thuộc họ Nhái bén.
Loài này có ở Colombia, có thể có ở Brasil và Peru.
Môi trường sống tự nhiên của chúng là rừng ẩm vùng đất thấp nhiệt đới hoặc cận nhiệt đới và sông ngòi.
Chúng hiện đang bị đe dọa vì mất môi trường sống.